# Maria Theresia Schroth
Maria Theresia Schroth (13 de febrero de 1953) es una deportista austríaca que compitió en judo. Ganó una medalla de plata en el Campeonato Europeo de Judo de 1977 en la categoría abierta.

## Palmarés internacional
| Campeonato Europeo | Campeonato Europeo | Campeonato Europeo | Campeonato Europeo |
| Año                | Lugar              | Medalla            | Categoría          |
| ------------------ | ------------------ | ------------------ | ------------------ |
| 1977               | Arlon (Bélgica)    | Medalla de plata   | Abierta            |